# Vatra (okręg Botoszany)
Vatra – wieś w Rumunii, w okręgu Botoszany, w gminie Hudești. W 2011 roku liczyła 1122 mieszkańców.